# FC Maluku
FC Maluku was een Nederlandse amateurvoetbalclub uit Capelle aan den IJssel in Zuid-Holland, opgericht in 1961 door Molukkers uit woonoord IJsseloord. De Molukse vereniging was zowel actief in de Nederlandse als de Zuid-Molukse voetbalcompetities. 
De grootste successen die de club heeft behaald zijn het vier keer winnen van de Soumokil-beker. De club was ontbonden in 2005.

## Geschiedenis

### Oprichting en de eerste successen
Als gevolg van inadequaat optreden van de Nederlandse overheid (bij het uiteenvallen van de Verenigde Staten van Indonesië) en de grote politieke en militaire spanningen tussen de uitgeroepen Republiek der Zuid-Molukken en de machtzuchtige  eenheidsstaat Indonesië, werden veel Molukkers (aanvankelijk tijdelijk) opgevangen in Nederland. Begin 1958 wordt zo ook een groep Molukse KNIL-militairen en hun families gevestigd in Capelle aan den IJssel. Zo'n 1000 personen werden gehuisvest in het houten barakkenkamp Woonoord IJsseloord. Op 1 juli 1961 werd in IJsseloord officieel de Nederlandse voetbalvereniging ,,F.C. Maluku" opgericht, waarvan de clubnaam geschreven is in het Ambonees Maleis en refereert naar hun eilandengroep: de Molukken.
Voor de Molukse gemeenschap uit IJsseloord waren er destijds twee Molukse voetbalverenigingen: FC Maluku als zaterdagvereniging en FC Sagu Boys als zondagsvereniging. Met een handvol fanatieke voetballers trad FC Maluku toe tot de competitie van de Rotterdamsche Voetbalbond, waar zij in het seizoen 1961/62 debuteerden in de Derde klasse. In haar debuutseizoen werd FC Maluku gelijk kampioen, maar tot promotie kwam het niet na een verloren promotie-degradatiewedstrijd. In het seizoen 1962/63 werd de Molukse club wederom afdelingskampioen van de Derde klasse, en na winst op VV Stedos in de promotie-degradatiewedstrijd promoveerde FC Maluku naar de Tweede klasse.
Na vier seizoenen in de Tweede klasse wist FC Maluku in het seizoen 1966/67 de titel te winnen en te promoveren naar de Eerste klasse. Na een aanpassingsperiode van drie seizoenen, schaarde FC Maluku zich vanaf 1971 bij elke seizoensstart tot de uitdagers om de titel, maar liet vaak in de strenge wintermaanden cruciale punten liggen. Het seizoen 1971/72 was een duidelijk voorbeeld hiervan, waarin FC Maluku de titel nipt mis liep en derde werd, op 4 punten achterstand op de uiteindelijke kampioen, het zaterdagteam van VV Hillegersberg. In die jaren werden de Molukse voetballers in de Rotterdamse kranten zowel geloofd om hun technische vaardig voetbalspel, maar ook bekritiseert om hun agressie naar hun Nederlandse tegenstanders. In het seizoen 1977/78 wist FC Maluku beslag te leggen op het afdelingskampioenschap van de Eerste klasse B. Hierdoor promoveerde het Molukse team naar de Vierde klasse van de KNVB en kwalificeerde zij zich voor de beslissingswedstrijd om het Algeheel kampioenschap van de Rotterdamse Voetbalbond, waarin er verloren werd van VV Satelliet, de kampioen van de Eerste klasse A.
Na een verblijf van 1 seizoen in de Vierde klasse, won FC Maluku opnieuw de Eerste klasse van de RVB in 1979/80, waarna de Molukkers meerdere seizoenen actief bleven in de competities van de KNVB. In het Nederlands amateurvoetbal werden echter tot de ontbinding van de club in 2005 geen belangrijke prijzen of successen meer behaald.

### Verhuizing en Zuid-Molukse bekersuccessen
Vanaf 1972 vertrekken het merendeel van de Molukkers uit IJsseloord naar de stenen huizen in de nieuw gebouwde Molukse wijk Oostgaarde, in Capelle aan den IJssel. Vanaf dat moment kende FC Maluku ook veel sportieve successen in het Zuid-Moluks voetbal in Nederland.
In het befaamde toernooi om de ,,Mr. Dr. Soumokil-beker", waarin de Zuid-Molukse voetbalclubs jaarlijks strijden om het communautair bekerkampioenschap, werd FC Maluku in 1972 nog tweede na een verloren finale met 3–0 tegen SV Jong Ambon, maar daarna wist de Molukse club uit Capelle viermaal het prestigieuze bekertoernooi te winnen in 1974, 1976, 1978, 1983. Met een andere tweede plaats in 1981, en dus zes gouden en zilveren medailles, behoort FC Maluku tot de sterkste Molukse voetbalclubs van Nederland.
Op 15 juni 1980 speelde de Capelse ploeg in Gouda tegen het Zuid-Moluks voetbalelftal, die in haar voorbereidingsprogramma een oefenwedstrijd speelde tegen FC Maluku. Met de geblesseerde sterspeler Simon Tahamata op de reservebank, overtroefde het Zuid-Moluks elftal de Capelse ploeg echter met ruime uitslag van 10–2. De twee doelpunten van FC Maluku kwamen van Janus Kolanus en George 'Jos' Hattu.

### Rijnmond Cup
In 1984 werden de verhoudingen van het regionale voetbal uit de Rijnmond op z'n kop gezet, nadat FC Maluku op 15 mei 1984 op het Sportpark Waalplantsoen te Krimpen aan de IJssel de finale om de Rijnmond Cup (destijds de Rotterdams Nieuwsblad Cup genoemd) won, door een knappe 1–0 overwinning op de grotere stadsgenoot vv Capelle. Het beslissende doelpunt werd gemaakt door Ron Roos.
Tegen het einde van de jaren tachtig kende de club een sportieve neergang. In 2005 werd de club ontbonden. Wel bleef de voetbalclub wedstrijden organiseren voor recreatieve teams en veteranen.

## Competitieresultaten 1961–2005
| 1 3B |

| 1 3B |

| 4 2A |

| 7 2B |

| 9 2B |

| 1 2A |

| 9 1 |

| 7 1A |

| 6 1A |

| 4 1B |

| 3 1A |

| ? 1B |

| 8 1A |

| 8 1A |

| 7 1A |

| 3 1B |

| 1 1B |

| 11 4C |

| 1 1? |

| 7 4C |

| 5 4B |

| 7 4B |

| 6 4D |

| 12 4D |

| 3 |

| 5 |

| 9 |

| ? 1A |

| ? 1? |

| 8 1B |

| ? 2? |

| ? 2? |

| ? 2? |

| ? 2? |

| 8 2 |

| 10 5D |

| 9 5F |

| 11 5E |

| 14 5D |

| 1 6? |

| 11 5C |

| ? 6? |

*
| Derde klasse    | Vierde klasse     | Vijfde klasse     | Zesde klasse     |
| Hoofdklasse RVB | Eerste klasse RVB | Tweede klasse ZVB | Derde klasse ZVB |

In elke staaf van de grafiek staat van boven naar beneden vermeld: 
- Eindnotering

Dit is de positie die de club heeft bereikt in de competitie, zonder eventuele beslissings-, play-off- of nacompetitiewedstrijden die nodig zijn geweest om bijvoorbeeld de kampioen van de competitie te bepalen.
Indien een * achter het getal staat is de notering een tussenstand en kan het zijn dat de notering niet overeenkomt met de uiteindelijke eindstand van de competitie.
Staat er een - dan is het seizoen nog bezig en is er geen definitieve uitslag bekend.
Staat er xx op de positie van de notering, dan heeft de club vroegtijdig de competitie verlaten. Dit kan onder andere komen door terugtrekking van het team, faillissement van de club of door een uitgedeelde straf van de KNVB. In veel gevallen staat elders in het artikel de reden vermeld.
Staat er een ? dan is het resultaat uit het verleden onbekend, en is alleen de competitie of het niveau bekend van dat seizoen.
In de seizoenen 2019/20 en 2020/21 werd wegens de coronacrisis het amateurvoetbal afgebroken. Daardoor kennen deze staven geen eindklassering (middels -- weergegeven).
- Competitieniveau en afdelingsletter of Officiële eindstand Eredivisie
  - Competitieniveau en afdelingsletter

Hierbij geeft het getal het niveau weer, dat ook terug te vinden is in de legenda. De letter is de afdelingsaanduiding en wordt gebruikt wanneer er meer afdelingen zijn op hetzelfde niveau. De afdelingsletter is altijd een hoofdletter en wordt meestal zonder nummer gebruikt.
Voorbeeld: 2F is niveau 2e klasse competitie F.
Het competitieniveau en nummer wordt niet vermeld wanneer er slechts één competitie van dit niveau was.
  - Officiële eindstand Eredivisie (getal staat tussen haakjes vermeld)

Sinds de introductie van play-offwedstrijden voor Europees voetbal na afloop van de reguliere competitie in 2005/06, is de KNVB verplicht een eindstand van de Eredivisie door te geven aan de UEFA aan de hand van deze play-offwedstrijden.
Bij deze eindstand staan clubs die zich hebben gekwalificeerd voor Europees voetbal hoger dan clubs die zich niet wisten te kwalificeren. Indien er geen verschil was tussen de eindnotering en de officiële eindstand, staat dit getal niet vermeld.

- Onderafdeling

Hier staat afgekort de naam van de onderafdeling indien de club in dat jaar in een onderafdeling uitkwam. Tevens staat deze afkorting in de legenda en wordt gelinkt naar het artikel over deze onderafdeling. Deze afkorting wordt alleen vermeld wanneer de club in het verleden in verschillende onderafdelingen heeft gespeeld. Deze vermelding is in de staaf altijd in kleine letters. Deze onderafdelingen zijn na het seizoen 1995/96 afgeschaft. Heeft de club in slechts één onderafdeling gespeeld, dan is dit alleen terug te vinden in de legenda.
Onder de staaf staat het jaartal vermeld waarin het seizoen is afgesloten. 15 verwijst naar het seizoen 2014/15 of eventueel het seizoen 1914/15.
Wanneer een staaf leeg is, zijn deze gegevens niet bekend. Het kan ook zijn dat de club dat seizoen niet heeft meegespeeld op het hogere amateurniveau, vroegtijdig de competitie heeft verlaten of uit de competitie is gezet.

In het seizoen 1944/45 was er wegens de Tweede Wereldoorlog geen regulier competitievoetbal.

## Erelijst
| Competitie                          | Winnaar | Winnaar                | Runner-up | Runner-up  | Derde  | Derde      |
| Competitie                          | Aantal  | Jaren                  | Aantal    | Jaren      | Aantal | Jaren      |
| ----------------------------------- | ------- | ---------------------- | --------- | ---------- | ------ | ---------- |
| Nationaal (KNVB)                    |         |                        |           |            |        |            |
| Zesde klasse                        | 1×      | 2001                   |           |            |        |            |
| Provinciaal (RVB)                   |         |                        |           |            |        |            |
| Algeheel afdelingskampioenschap RVB |         |                        | 1×        | 1978       |        |            |
| Hoofdklasse                         |         |                        |           |            | 1×     | 1986       |
| Eerste klasse                       | 2×      | 1978, 1980             |           |            | 2×     | 1972, 1977 |
| Tweede klasse                       | 1×      | 1967                   |           |            |        |            |
| Derde klasse                        | 1×      | 1963                   |           |            |        |            |
| Communautair (Zuid-Moluks)          |         |                        |           |            |        |            |
| Soumokil-beker                      | 4×      | 1974, 1976, 1978, 1983 | 2×        | 1972, 1981 |        |            |
| Vriendschappelijke bekers           |         |                        |           |            |        |            |
| Rotterdam Nieuwsblad Cup            | 1×      | 1984                   |           |            |        |            |

## Overzichtslijsten

### Oud-spelers
- Tobias Waisapy
- Ron Roos
- Lesley Maitimu

### Lijst van hoofdtrainers
- -1979 :  Rob Nanuru
- 1979- :  Ron Roos[17]
- 1986 :  George Hattu